# افضل‌آباد (نهبندان)
افضل‌آباد یک روستا در ایران است که در دهستان شوسف، بخش شوسف، شهرستان نهبندان استان خراسان جنوبی واقع شده‌است. افضل‌آباد ۱۷۳ نفر جمعیت دارد.